# Hyla immaculata
Hyla immaculata és una espècie de granota de la família dels hílids. És endèmica de la Xina. Els seus hàbitats naturals inclouen boscos temperats, zones temperades d'arbustos, prades temperades, rius, pantans, llacs intermitents d'aigua dolça, aiguamolls d'aigua dolça, corrents intermitents d'aigua, pastures, jardins rurals, open excavations i terres d'irrigació. Està amenaçada d'extinció per la destrucció del seu hàbitat natural.